# Louis Gabriel Suchet
Louis Gabriel Suchet (n. 2 martie 1770 - d. 3 ianuarie 1826), duce de Albufera, mareșal al Primului Imperiu Francez, a fost un general francez al Primului Imperiu. Suchet s-a remarcat îndeosebi în timpul campaniei din Spania, grație calităților sale de strateg și de organizator echitabil și eficient al regiunii Catalonia. Este înmormântat la cimitirul Père-Lachaise din Paris.
1. 1 2  Louis Gabriel Suchet, GeneaStar
2. 1 2  Louis Gabriel Suchet duc dAlbufera da Valencia, Encyclopædia Britannica Online, accesat în 9 octombrie 2017
3. 1 2 3  Autoritatea BnF, accesat în 10 octombrie 2015
4. 1 2  Louis-Gabriel Suchet, Find a Grave, accesat în 9 octombrie 2017
5. 1 2  Louis-Gabriel Suchet d'Albufera, Roglo